# Cabell R. Berry
Cabell Rives Berry (* 4. Juli 1848 im Amherst County, Virginia; † 27. August 1910 in Franklin, Tennessee) war ein US-amerikanischer Politiker. Zwischen 1885 und 1887 war er als Präsident des Staatssenats faktisch Vizegouverneur des Bundesstaates Tennessee, auch wenn dieses Amt formell erst 1951 eingeführt wurde.

## Werdegang
Cabell Berry wuchs auf einer Plantage in Virginia auf. Er besuchte die Higginbotham Academy, eine Vorschule der University of Virginia. Während des Bürgerkrieges diente er im Heer der Konföderation. Anschließend zog er nach Tennessee, wo er für die Eisenbahn arbeitete. Danach war er für einige Zeit Lehrer im dortigen Davidson County. Nach einem anschließenden Jurastudium und seiner Zulassung als Rechtsanwalt begann er im Williamson County in diesem Beruf zu arbeiten.
Politisch schloss sich Berry der Demokratischen Partei an. Zwischen 1883 und 1885 war er Abgeordneter im Repräsentantenhaus von Tennessee; von 1885 bis 1891 saß er im Staatssenat, dessen Präsident er von 1885 bis 1887 war. In dieser Eigenschaft war er Stellvertreter von Gouverneur William B. Bate. Damit bekleidete er faktisch den Posten eines Vizegouverneurs. Dieses Amt war bzw. ist in den meisten anderen Bundesstaaten verfassungsmäßig verankert; in Tennessee ist das erst seit 1951 der Fall. Später praktizierte Berry wieder als Anwalt. Außerdem war er für drei Amtszeiten Bürgermeister der Stadt Franklin. Dort ist er am 27. August 1910 auch verstorben.